# 沈承禮
沈承礼（917年—983年），五代十国湖州乌程人，吴越国、北宋官员。
武肅王钱镠置幕府，任命他为处州刺史。文穆王钱元瓘把女儿嫁给他，任命为府中右职，出任台州刺史。忠獻王钱弘佐嗣位，以沈承礼掌亲兵。忠懿王钱俶即位，命他担任知威武军节度事，充两浙都钤辖使。宋朝征南唐，钱俶派沈承礼率水陆数万人助平常州，攻打润州。城中兵夜出焚烧外栅，沈承礼让兵士坚壁不动。丹阳平定后，率兵抵金陵。李煜降宋，録功任命他为福州节制，授寧海軍節度使。太平兴国初年，钱俶献土归宋，沈承礼镇守密州。太平兴国八年（983年），去世，时年六十七岁。宋太宗废朝二日，赠太子太师，中使护葬。秦王赵廷美倒台，有司调查，钱俶、钱惟濬、孙承祐、陈洪进都给他送过礼，只有沈承礼没有。